# Волков, Николай Николаевич (старший)
Никола́й Никола́евич Во́лков (настоящая фамилия — Агуров);  [23] марта 1902, Обоянь, Курская губерния, Российская империя — 25 октября 1985, Москва, РСФСР, СССР) — советский актёр театра и кино. Заслуженный артист Украинской ССР (1956).

## Биография
Родился 10 (23) марта 1902 года в Обояни (ныне Курская область) в дворянской семье. Отец, Николай Николаевич Агуров (1866, Баку—1925, там же) до революции служил сначала податным инспектором в казённой палате Курской губернии, затем помощником по финансовой части наместника на Кавказе, а в годы Первой мировой войны командовал народным ополчением города Тифлиса. После переезда семьи в 1918 году в Баку он получил должность заведующего отделом казначейства на правах директора канцелярии Министерства финансов Азербайджанской Демократической Республики. Мать, Антонина Павловна Новосельская (1866—1946, Свердловск), графиня, принадлежала к старинному рязанскому роду. 
У Николая были старшие — сестра Валентина (1896/7—1959, Одесса) и брат — Евгений (1898—1986, Свердловск). Как и его старший брат, Н.Н.Волков учился сначала в Эриванской мужской гимназии, а затем, вслед за ним, окончил Бакинскую театральную студию. 
Евгений Николаевич Агуров стал актером, театральным педагогом; работал в Одесском русском драматическом театре, Рязанском театре драмы, в театрах Ростова, Смоленска, Свердловска, преподавал в Свердловском театральном училище, работал в Московском театре им. А.С.Пушкина, в Театре имени Н.В.Гоголя. 
Валентина Николаевна (в замуж. Трохачева, затем Рожковская) окончила историко-философский факультет Московских высших женских курсов, училась театральному мастерству у И.Н.Певцова, в 1930-е годы была репрессирована, после освобождения жила в Свердловске, руководила художественной самодеятельностью в Доме культуры .
Поскольку оба брата Агуровы стали актерами, то Николай в 1921 году, начав выходить на сцену, взял псевдоним — Волков. Работал актёром в театрах Баку, Казани, Перми и Иванова. В 1933 году пришёл в труппу Одесского русского драматического театра имени А. И. Иванова.
Во время войны оказался на Ташкентской киностудии. Играл звездочёта Гуссейна-Гуслии в картине Якова Протазанова «Насреддин в Бухаре». После войны вернулся в Одесский театр. Стал регулярно сниматься в кино. В 1956 году на «Ленфильме», перебирая возможных исполнителей заглавной роли в картине «Старик Хоттабыч», прокрутили ролик из старой протазановской ленты, и звездочёт Гуссейн-Гуслия стал волшебным стариком Хоттабычем.
Умер 25 октября 1985 года в Москве на 84-м году жизни. Последний фильм с участием Николая Волкова-старшего вышел на экраны уже после его смерти. Похоронен на Введенском (Немецком) кладбище (9 уч.).

## Семья
- Жена (с 5.06.1934) — актриса оперетты Антонина Николаевна Гимбуржевская (1913—1989).
  - Сын — Николай Николаевич Волков-младший (1934—2003), актер
  - Дочь — Валентина Николаевна Волкова (род. 1943, Ташкент), актриса

## Награды и звания
- Заслуженный артист УССР (20 декабря 1956).
- Почётная грамота Президиума Верховного Совета Северо-Осетинской АССР (18 ноября 1959).
- Орден Трудового Красного Знамени (24 ноября 1960 года) — отмечая выдающиеся заслуги в развитии советской литературы и искусства и в связи с декадой украинской литературы и искусства в г. Москве[7].
- Медаль «В ознаменование 100-летия со дня рождения Владимира Ильича Ленина» (1 апреля 1970).

## Фильмография
1. 1941 — Боксёры — комментатор
2. 1942 — Последний крестоносец (новелла в фильме «Швейк готовится к бою»)
3. 1942 — Дорога к звёздам — Вундерлих, майор
4. 1942 — Боевой киносборник № 11 — Курт, немецкий офицер
5. 1943 — Насреддин в Бухаре — Гуссейн-Гуслия
6. 1946 — Сын полка
7. 1947 — Миклухо-Маклай
8. 1952 — Максимка — индус[8]
9. 1953 — Адмирал Ушаков — Вильям Питт
10. 1953 — Корабли штурмуют бастионы — Вильям Питт
11. 1956 — Старик Хоттабыч — Хоттабыч
12. 1956 — Урок истории — граф Гельдфорт
13. 1956 — Это начиналось так…
14. 1957 — Матрос сошёл на берег
15. 1957 — Страницы былого
16. 1958 — В дни Октября — Сутормин
17. 1959 — Зелёный фургон — отец Володи
18. 1959 — Как поссорился Иван Иванович с Иваном Никифоровичем — Иван Иванович
19. 1959 — Сын Иристона
20. 1960 — Мост перейти нельзя — Вилли Ломен
21. 1961 — Алые паруса — Эгль
22. 1961 — Будни и праздники
23. 1961 — Две жизни
24. 1961 — Полосатый рейс — торговый агент
25. 1961 — Человек идёт за солнцем — продавец лотерейных билетов
26. 1962 — Без страха и упрёка — отец Тоши
27. 1962 — В мёртвой петле
28. 1962 — Грешный ангел — Симбирцев
29. 1962 — Чёрная чайка — Мануэль
30. 1963 — Два воскресенья — маршал
31. 1963 — Мечте навстречу — доктор Лаунстон
32. 1963 — Тишина — Мукомолов
33. 1964 — Возвращённая музыка
34. 1964 — Остров Колдун
35. 1964 — Негасимое пламя — Фёдор Ильич Караваев
36. 1965 — Двадцать шесть бакинских комиссаров — Денстервиль, генерал
37. 1966 — Начальник Чукотки — мистер Стенсон
38. 1966 — Кто придумал колесо? — академик Щеглов
39. 1968 — Гроза над Белой — Фёдор Фёдорович Новицкий
40. 1968 — Шестое июля — граф Вильгельм Мирбах, немецкий посол
41. 1970 — Расплата — отчим Кати
42. 1971 — Звёзды не гаснут
43. 1971 — Последнее дело комиссара Берлаха — Самуэль Хунгертобель, доктор
44. 1972 — Гроссмейстер
45. 1972 — Двенадцать месяцев — профессор
46. 1972 — Пятьдесят на пятьдесят
47. 1973 — Последний подвиг Камо
48. 1974 — Выбор цели — Абрам Фёдорович Иоффе
49. 1974 — Здравствуйте, доктор — доктор Зубцов
50. 1975 — Бегство мистера Мак-Кинли — сенатор, член комиссии
51. 1975 — Бриллианты для диктатуры пролетариата — Владимир Владимиров, отец Максима Исаева
52. 1976 — …И другие официальные лица — Павел Иванов
53. 1978 — Иванцов, Петров, Сидоров…
54. 1978 — Проводы
55. 1979 — Добряки — Гребешков
56. 1981 — Они были актёрами
57. 1983 — К своим!..
58. 1984 — Хозяин (киноальманах «Клиника»)